# Silent Nation
Silent Nation to album progresywno rockowego zespołu Asia. Album ukazał się w roku 2004. Przy tworzeniu dwóch utworów (Ghost In The Mirror i I Will Be There For You) pomagał były członek zespołu Yes: Billy Sherwood.

## Lista utworów
1. "What About Love?" – 5:25
2. "Long Way From Home" – 6:00
3. "Midnight" – 6:23
4. "Blue Moon Monday" – 7:13
5. "Silent Nation" – 6:04
6. "Ghost In The Mirror" – 4:37
7. "Gone Too Far" – 6:48
8. "I Will Be There For You" – 4:09
9. "Darkness Day" – 6:17
10. "The Prophet" – 5:15
  - Bonusowy utwór:
11. "Rise"

Edycja z dołączoną płytą DVD zawierała dodatkowo dokument z sesji nagraniowej owego albumu nazwany "The Making of Silent Nation".

## Twórcy

### Członkowie zespołu
- John Payne – gitara basowa, gitara, wokal
- Geoff Downes – keyboard, poboczne linie wokalne, instrumenty perkusyjne
- Chris Slade – perkusja
- Guthrie Govan – gitara

### Gościnne występy
- Kim Nielsen-Parsons – gitara basowa (w utworze I Will Be There For You)